# عطا الله رشيدي

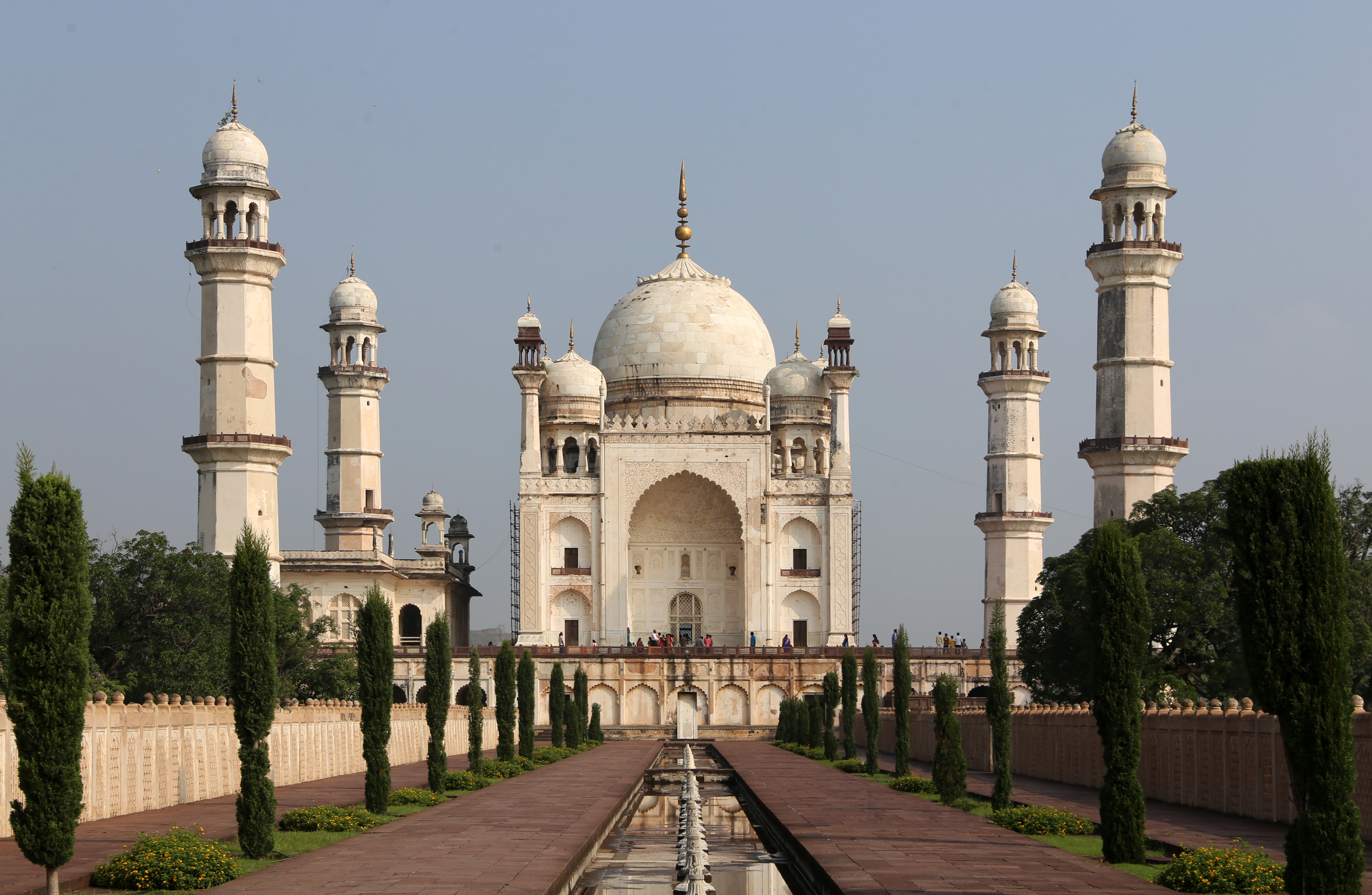
صمم عطالله مقبرة بيبي كا في أورنك آباد

كان عطالله رشيدي بن أحمد معمر مهندسًا معماريًا وكاتبًا متخصّصًا في الرياضيات في القرن السابع عشر من سلطنة مغول الهند. صمم المهندس عطالله مقبرة بيبي كا في أورانجاباد وبعض المباني في شاه جهان آباد. بصفته كاتبًا متخصّصًا في علم الرياضيات، ترجم كتاب خلاصة الحساب بـاللغة العربية وبجاجانيتا باللغة السنسكريتية إلى الفارسية.

## سيرته الذاتيّة
كان عطالله الابن الأكبر لأبيهِ أحمد معمر لاهوري، المهندس المصمم لضريح تاج محل. كان لديه شقيقان أصغر منه، لطف الله المهندس ونور الله، اللذين كانا يعملان أيضًا في الهندسة المعمارية.
صمم عطالله مباني العاصمة الجديدة للإمبراطور شهاب الدين شاهجاهان، شاهجهان آباد. لكن لم ينسب إليه سوى تصميم مقبرة بيبي كا، ضريح زوجة السلطان أورنكزيب، الذي اكتمل تشيده في 1660-1661. تلقى عطالله تدريبه في الحساب والهندسة وعلم الفلك على يد مكرمت خان، أحد معاوني والده. وكان شقيقه الأصغر لطف الله أيضًا عالم رياضيات مشهورًا.